# La Mouille
La Mouille korábbi község (település) Franciaországban, Jura megyében. 2016. január 1-jén Morez és Lézat községgel egyesült és Hauts de Bienne új község része lett.
Lakosainak száma 312 fő (2018. január 1.). La Mouille Morbier, Lézat és Longchaumois községekkel határos.

## Népesség
A település népességének változása:
| Lakosok száma | 245  | 214  | 230  | 243  | 287  | 297  | 326  | 343  | 314  | 312  |
|               | 1962 | 1968 | 1982 | 1990 | 1999 | 2008 | 2011 | 2013 | 2017 | 2018 |